# Dalkey Hill
Dalkey Hill är en kulle i republiken Irland.   Den ligger i grevskapet Dún Laoghaire-Rathdown och provinsen Leinster, i den östra delen av landet, 12 km sydost om huvudstaden Dublin. Toppen på Dalkey Hill är 42 meter över havet.
Terrängen runt Dalkey Hill är varierad. Havet är nära Dalkey Hill österut.  Närmaste större samhälle är Dublin, 11,8 km nordväst om Dalkey Hill. 